# David Gregory (cầu thủ bóng đá, sinh năm 1994)
David Michael Gregory (sinh ngày 1 tháng 10 năm 1994) là một cầu thủ bóng đá người Anh thi đấu ở vị trí thủ môn cho Bromley.
Gregory ký hợp đồng với Cambridge United từ Crystal Palace ngày 4 tháng 6 năm 2016 và có màn ra mắt giải vô địch ngày 15 tháng 10 khi thay cho Will Norris bị viêm amidan, trong thất bại 0–1 trước Grimsby Town.
Sau sự giải phóng từ Cambridge vào cuối mùa giải, Gregory gia nhập đội bóng địa phương Bromley.